# Provinz Kii

Provinz Kii (heute: Präfektur Wakayama und Teil der Präfektur Mie)

Kii (jap. 紀伊国, Kii no kuni) oder Kishū (紀州) war eine der historischen Provinzen Japans. Sie lag in dem Teil der Insel Honshū, der heute die Präfektur Wakayama und den südlichen Teil der Präfektur Mie bildet. Kii grenzte an die Provinzen Ise, Izumi, Kawachi, Shima und Yamato. Die Kii-Halbinsel hat ihren Namen von der Provinz.
In der Edo-Zeit war die Provinz Teil des Han Kishū. Die Daimyō waren der Kishū-Zweig der Tokugawa, eine der Gosanke, mit ihrem Sitz in der Burg Wakayama. Je nach Quelle wird das Han ebenfalls als Kii oder Wakayama bezeichnet.

## Umfang
Die Provinz Kii umfasste in folgende spätere Landkreise (gun):
- Ama (海部郡)
- Arida (有田郡)
- Hidaka (日高郡)
- Ito (伊都郡)
- Naga (那賀郡)
- Nagusa (名草郡)
- Muro (牟婁郡)